# جون غرانت (سياسي بريطاني)
جون غرانت (بالإنجليزية: John Grant)‏ هو نقابي وسياسي بريطاني، ولد في 16 أكتوبر 1932 في المملكة المتحدة، وتوفي في 29 سبتمبر 2000. حزبياً، نشط في حزب العمال.

## مناصب
- في الانتخابات العامة في المملكة المتحدة 1970، انتخب عضو البرلمان الخامس والأربعون للمملكة المتحدة عن دائرة Islington East (UK Parliament constituency) [الإنجليزية]‏ (18 يونيو 1970 – 8 فبراير 1974).
- في الانتخابات العامة في المملكة المتحدة فبراير 1974 [الإنجليزية]‏، انتخب عضو البرلمان السادس والأربعون للمملكة المتحدة عن دائرة Islington Central (UK Parliament constituency) [الإنجليزية]‏ خلال فترته النيابية ‏ (28 فبراير 1974 – 20 سبتمبر 1974).
- في الانتخابات العامة في المملكة المتحدة أكتوبر 1974 [الإنجليزية]‏، انتخب عضو البرلمان السابع والأربعون للمملكة المتحدة عن دائرة Islington Central (UK Parliament constituency) [الإنجليزية]‏ خلال فترته النيابية ‏ (10 أكتوبر 1974 – 7 أبريل 1979).
- انتخب عضو البرلمان الثامن والأربعون للمملكة المتحدة عن دائرة Islington Central (UK Parliament constituency) [الإنجليزية]‏ خلال فترته النيابية ‏ (16 نوفمبر 1981 – 13 مايو 1983).
- في الانتخابات العامة للمملكة المتحدة 1979 [الإنجليزية]‏، انتخب عضو البرلمان الثامن والأربعون للمملكة المتحدة عن دائرة Islington Central (UK Parliament constituency) [الإنجليزية]‏ خلال فترته النيابية ‏ (3 مايو 1979 – 16 نوفمبر 1981).